# Howard Greenfield
Howard Greenfield, (Brooklyn, 15 maart 1936 - Los Angeles, 4 maart 1986) was een Amerikaanse tekstschrijver en songwriter.

## Geschiedenis
De meeste van zijn songteksten werden vertoond met composities van zijn jeugdvriend Neil Sedaka bij de Aldon-muziekuitgeverij, die een huizenblok verwijderd was van het beroemde Brill Building in 1650 Broadway. Geheel overheersend behandelden de songs tienerproblemen, hetgeen tot het kernpunt behoorde van hun werkgever. Beiden begonnen in juli 1958 als componisten met Stupid Cupid voor de nog niet gevestigde Connie Francis en bereikten daarmee in de Britse hitlijst hun eerste nummer 1-hit. De volgende compositie The Diary zong Sedaka zelf in december 1958 en kon met deze song de 14e plaats bereiken van de Amerikaanse hitlijst. In oktober 1959 bracht Sedaka de hommage Oh! Carol (9e plaats VS-hitlijst; 3e plaats VK-hitlijst) aan zijn jeugdliefde Carole King uit. Stairway to Heaven (maart 1960) scoorde ook in de Amerikaanse en Britse hitlijsten (resp. 9e en 8e plaats). Sedaka vertolkte op deze manier nog vier door het team Greenfield/Sedaka geschreven grotere hits, waaronder Calendar Girl (december 1960), Little Devil (mei 1961), Happy Birthday, Sweet Sixteen (november 1961) en het grootste succes Breaking Up Is Hard To Do (juni 1962). De laatste is ook verschenen in de Duitse versie Abschiednehmen tot so weh ( januari 1965) van Carmela Corren. Alleen de door Sedaka gezongen songs werden 25 miljoen keer verkocht.
In de tussentijd had het team ook songs voor andere artiesten geschreven. In april 1960 aanvaardde het tieneridool Jimmy Clanton Another Sleepless Night, er volgde in september 1960 Passing Time voor het meidentrio The Cookies en in november 1962 Rumours voor Johnny Crawford. In maart 1963 volgden de twee composities Charms voor Bobby Vee en Foolish Little Girl voor The Shirelles. Bij de laatste top 10-hit van The Shirelles werkte Greenfield echter niet samen met Sedaka, maar met Helen Miller. Wisselende auteur-samenwerkingen waren er ook met Carole King, zoals Crying in the Rain (januari 1962) voor The Everly Brothers of met Jack Keller, waarmee hij meteen twee nummer 1-hits schreef voor Connie Francis, zoals Everybody's Somebody's Fool (mei 1960) en My Heart Was a Mind of It's Own (augustus 1960). Eerstgenoemde werd ook een nummer 1-hit in Duitsland onder de titel Die Liebe ist ein Seltsames Spiel, ook gezongen door Connie Francis. Een verdere tophit was Breakin' In a Brand New Broken Heart (april 1961). Frank Sinatra zong When Somebody Loves You (juli 1965).
Op afstand van deze tienerpop-producten schreven ze Workin' on a Groovy Thing (juli 1969) voor The 5th Dimension en het origineel van Puppet Man (april 1970), dat in een coverversie van Tom Jones uitgebracht werd in juni 1971. De samenwerking Greenfield/Sedaka werd pas jaren later in ere hersteld, toen de Britse poptenor Tony Christie met (Is This the Way to) Amarillo (november 1971) de 1e plaats van de Duitse hitlijst innam. Een nieuwe editie van de song met de komiek Peter Kay werd in 2005 een nummer 1-hit in het Verenigd Koninkrijk. Het duo Captain & Tennille scoorde met Love Will Keep Us Together (april 1975) een miljoenenseller en een klassering bij de Grammy Award.

## Overlijden  en onderscheidingen
Greenfield overleed in 1986 kort voor zijn 50e verjaardag aan een door aids veroorzaakt hartfalen. Hij werd in 1991 postuum opgenomen in de Songwriters Hall of Fame. Volgens BMI zijn voor Greenfield precies 500 composities geregistreerd, waarvoor hij in totaal 20 BMI-Song Winning Awards won.
- Bibsys: 45712
- Biblioteca Nacional de España: XX958289
- Gemeinsame Normdatei: 1073740714
- International Standard Name Identifier: 0000 0001 2017 9640
- Library of Congress Control Number: n50030492
- MusicBrainz: d4e8f01e-908e-453d-8df3-5916e9c409e5
- Nationale Bibliotheek van Tsjechië: mzk2011640795
- Nationale Bibliotheek van Israël: 987007319973005171
- Nederlandse Thesaurus van Auteursnamen: 07055529X
- Istituto Centrale per il Catalogo Unico: DDSV033083
- Virtual International Authority File: 47188838
- WorldCat: E39PBJccd38HrCP6g94yBTFFrq